# سیمون پالمبی
سیمون پالمبی (انگلیسی: Simone Palombi؛ زادهٔ ۲۳ آوریل ۱۹۹۶) بازیکن فوتبال اهل ایتالیا است.
از باشگاه‌هایی که در آن بازی کرده‌است می‌توان به باشگاه فوتبال سالرنیتانا، باشگاه ورزشی لاتزیو، و باشگاه فوتبال لچه اشاره کرد.
وی همچنین در تیم‌های ملی فوتبال زیر ۱۹ سال ایتالیا و زیر ۲۱ سال ایتالیا بازی کرده‌است.